# Samsung Galaxy A34 5G
Il Samsung Galaxy A34 5G è uno smartphone prodotto da Samsung, facente parte della serie Samsung Galaxy A ¹

## Caratteristiche tecniche

### Hardware
Il Galaxy A34 5G è uno smartphone con form factor di tipo slate, le cui dimensioni sono di 161,3 × 78,1 × 8,2 mm e pesa 199 grammi.
Il dispositivo è dotato di connettività GSM, HSPA, LTE, 5G, Wi-Fi 802.11 a/b/g/n/ac dual-band, con supporto al Wi-Fi Direct e l'hotspot. Inoltre è dotato di Bluetooth 5.3 con A2DP e il LE, di GPS con A-GPS, BeiDou, GALILEO, GLONASS e QZSS e di NFC.
Inoltre possiede una porta USB-C 2.0, e come quasi la maggioranza degli smartphone odierni, manca l'ingresso jack audio da 3,5 mm.
È resistente all'acqua e alla polvere, con certificazione IP67.
È dotato di schermo touchscreen capacitivo da 6,6 pollici di diagonale, di tipo Super AMOLED Infinity-U; ha gli angoli arrotondati, e la risoluzione FHD+ 1080 × 2340 pixel.
Supporta il refresh rate a 120 Hz.
La batteria ai polimeri di litio è da 5000 mAh (non removibile) e supporta la ricarica ultra-rapida a 25 W.
Il chipset è un MediaTek Dimensity 1080 con CPU octa core (2x 2x2.6 GHz Cortex-A78 + 6x2 GHz Cortex-A55).
I tagli della memoria interna, vanno dai 128 ai 256 GB espandibili con una MicrsoSDXC, fino ad 1 TB, mentre la RAM varia dai 6 agli 8 GB (in base alla versione scelta).

### Fotocamera
La fotocamera posteriore ha un sensore principale da 48 megapixel, con apertura f/1.8, uno ultra-grandangolare da 8 MP, ed infine uno da 5 MP per le macro. È dotata di autofocus, HDR e flash LED ed è in grado di registrare video ad una risoluzione massima di 4K a 30 fotogrammi al secondo, mentre la fotocamera anteriore è singola, da 8 MP, e ha una risoluzione video massima analoga al sensore posteriore.

### Software
Il sistema operativo di default è Android 13, comprendente l'interfaccia utente Samsung One UI 5.1.

## Colorazioni
Il Samsung Galaxy A34 5G è disponibile in quattro colorazioni, indicate di seguito.
| Color | Name             |
| ----- | ---------------- |
|       | Awesome Graphite |
|       | Awesome Silver   |
|       | Awesome Violet   |
|       | Awesome Lime     |